# Kanifay
Kanifay  es un municipio de Estados Federados de Micronesia, en el estado de Yap.